# Einsatzabteilung Kranich
Die Einsatzabteilung Kranich war eine von 1980 bis 2002 bestehende Sondereinheit der österreichischen Polizei zur Sicherung des Flughafens Wien-Schwechat. Sie wurde im Jahr 1980 unter dem Namen „Alarmzug Flughafen“ gegründet, wobei sie aus der ehemaligen Flughafeninspektion hervorging. Nach dem Terroranschlag am 27. Dezember 1985, als drei schwerbewaffnete Terroristen mehrere Handgranaten unter die vor dem Abfertigungsschalter der israelischen Fluggesellschaft El Al wartenden Passagiere warfen und auf sie schossen, dabei drei Personen töteten und circa 40 verletzten, wurde eine Neustrukturierung der Abteilung vorgenommen.
Die Aufgabe der Einsatzabteilung Kranich war es, das rund 10 km² große Flughafenareal des größten österreichischen Flughafens zu überwachen und die Sicherheit von Millionen Passagieren jährlich zu gewährleisten.
In Jahren 2001 und 2002 wurden die Sondereinheiten umstrukturiert und alle Mobilen Einsatzkommandos in Österreich, darunter auch die Einsatzabteilung Kranich, wurden aufgelöst.
Der Funkrufname „Kranich“, der bis heute im SPK Schwechat verwendet wird, wurde vom Vogel Kranich abgeleitet, der hier als Sinnbild für Wachsamkeit steht.
Zur Gewährleistung der Sicherheit stand der Einsatzabteilung neben den üblichen Polizei-Ausrüstungsgegenständen auch ein Pandur-Radpanzer zur Verfügung. Dieser wurde jedoch mittlerweile aufgrund seines Alters bereits ausgemustert.